# The Bassmachine
The Bassmachine es el primer álbum del dj sueco Basshunter, que fue publicado el 25 de agosto de 2004 en internet tan sólo en Suecia por el sello discográfico Alex Music. En 2005 fue remasterizado.

## Lista de canciones
| N.º   | Título                    | Escritor(es)  | Duración |  |
| 1.    | «The Bassmachine»         | Jonas Altberg | 2:22     |  |
| 2.    | «The Big Show»            | Jonas Altberg | 5:36     |  |
| 3.    | «The True Sound»          | Jonas Altberg | 5:25     |  |
| 4.    | «Train Station»           | Jonas Altberg | 5:45     |  |
| 5.    | «Contact by Bass»         | Jonas Altberg | 3:53     |  |
| 6.    | «Syndrome de Abstenencia» | Jonas Altberg | 6:34     |  |
| 7.    | «The Warpzone»            | Jonas Altberg | 5:34     |  |
| 8.    | «Bass Worker»             | Jonas Altberg | 6:14     |  |
| 9.    | «Transformation Bass»     | Jonas Altberg | 5:03     |  |
| 10.   | «Fest Folk»               | Jonas Altberg | 4:34     |  |
| 51:45 |                           |               |          |  |